# Lengyel légió
A Lengyel légió katonai segítséget nyújtott a magyar szabadságharc ügyének. A lengyel–magyar barátság jegyében érkezett Magyarországra a nagy emigráció több vezetője, köztük Bem József, Henryk Dembiński és Józef Wysocki is. A magyarországi lengyel légió már 1848 őszén megalakult, a Bem és Wysocki közti ellentétek következtében azonban Bem egy „saját” légiót is szervezett. 1849 nyarára már nem is egy, hanem valójában ez a két lengyel légió harcolt a magyar seregek kötelékében, az egyik a felső-magyarországi hadszíntéren, a másik Erdélyben.

## Felépítése
A lengyel légióban mindhárom fegyvernemet megtalálhatjuk. Wysocki légiója 3 gyalogos zászlóaljból, 2 két-két százados ulánusezredből (azaz egy fél ulánusezredből) és két félütegből állt. E lengyel csapatok jól szerepeltek Arad ostrománál, a felső-magyarországi harcokban (pl. hatvani csata) és az 1849. március 5-ei szolnoki ütközetben is. 
A Bem szervezte légió két gyalogos zászlóaljból és 3 ulánusszázadból állt. Mindkettő soraiban jelentős számú önkéntes és kivándorló is küzdött.